# Walls of Jerusalem nationalpark
Walls of Jerusalem nationalpark är en 518 km² stor nationalpark 144 km nordväst om Hobart, Tasmanien, Australien som inrättades den 13 december 1978. Parken gränsar till Cradle Mountain-Lake St Clair nationalpark och är en del av världsarvet Tasmaniens vildmark.
Den domineras av alpin vegetation och endemiska barrskogar mitt i en högplatå av diabastoppar.
Området fick sitt namn av upptäcktsresanden James Scott 1849.